# Патруль (фильм)
«Патруль» (англ. End of Watch) — американский криминальный боевик сценариста и режиссёра Дэвида Эйера, снятый в стиле мокьюментари. Главные роли исполняют Джейк Джилленхол и Майкл Пенья. Премьера состоялась на кинофестивале в Торонто 8 сентября 2012 года. В США фильм вышел в широкий прокат 21 сентября 2012, в России — 20 сентября 2012.

## Сюжет
Эйер снял нетипичное кино, в нём нет стандартного полицейского сюжета — детективной интриги. Вместо неё — полное погружение в реальную жизнь патрульных. … Ему удалось одолеть жанр: ключевая сцена, когда напарников заманивает в засаду банда местных отморозков, выглядит настолько мощно, что просто обязана войти в анналы и стать классикой полицейского кино.
Полицейские Брайан Тейлор (Джейк Джилленхол) и латиноамериканец Майк Савала (Майкл Пенья) патрулируют неспокойный район Лос-Анджелеса, где инициатива переходит от чёрных Кровавых к мексиканским наркоторговцам. Брайан начинает снимать свою работу на камеру. Напарники действуют смело. У приятелей всё хорошо как на работе, где они удостаиваются высшей награды за спасение детей из пожара, так и в личной жизни, где Брайан встречается и вскоре женится на Дженет (Анна Кендрик), а Майк с женой Габби (Натали Мартинес) зачинают первенца.
Однажды во время патрулирования одного из районов напарники случайно попадают в самый эпицентр криминальных событий. Наркобарон приказывает своим бойцам устранить их. Тре (Кле Слоун), один из афроамериканских преступников, сообщает полицейским, что на них объявлена охота, но те не принимают его слова всерьёз. Габби рожает мальчика. Дженет проходит тесты, которые показывают, что она беременна.
Однажды ночью напарники попадают в засаду, где их атакует группа мексиканских наркоторговцев во главе с авторитетным Болтярой. После ожесточённой перестрелки они пытаются сбежать, убивают нескольких бандитов, но в узкой аллее их врасплох застаёт один из них. Он серьёзно ранит Брайана перед тем, как Майк убьёт его. Из-за массивной кровопотери и шока Брайан теряет сознание. Майк плачет над его телом, думая, что напарник умер, и не замечает, как сзади к нему приближаются Болтяра и его люди, которые расстреливают офицера в упор. Подъехавшее через пару минут полицейское подкрепление уничтожает и самих преступников.
На похоронах Майка присутствует весь отдел лос-анджелесской полиции и выживший Брайан. Подойдя к микрофону, он не может сказать ничего, кроме как «Он был моим братом». В финальной сцене картины показывается видеозапись в полицейской машине в день перестрелки, на которой Майк рассказывает Брайану историю о своей первой ночи с Габби.

## В ролях
- Джейк Джилленхол — офицер Брайан Тейлор[7]
- Майкл Пенья — офицер Мигель «Майк» Савала[8]
- Анна Кендрик — Дженет
- Америка Феррера — офицер Ороско
- Натали Мартинес — Габби
- Коди Хорн — офицер Дэвис
- Фрэнк Грилло — сержант Дэниэлс
- Дэвид Харбор — Ван Хаузер
- Кэндес Смит[англ.] — Шарис
- Кле Слоун[англ.] — Тре

## Реакция
7-миллионный бюджет фильма окупился сразу после выхода на экраны (13 миллионов долларов сборов за первые 2 дня проката). Картина получила положительные отзывы, Роджер Эберт назвал её одним из лучших полицейских фильмов последних лет. На сайте Rotten Tomatoes лента удерживает рейтинг «свежести» 85 %, основанный на 177 рецензиях критиков, со средней оценкой 7 из 10.
«Оскароносный» режиссёр Уильям Фридкин, поставивший знаковый полицейский триллер «Французский связной», высоко оценил фильм, назвав его «едва ли не лучшей полицейской картиной в истории».

## Награды и номинации
- 2012 — участие в основной конкурсной программе Лондонского кинофестиваля.
- 2012 — две номинации на премию «Независимый дух»: лучшая мужская роль второго плана (Майкл Пенья), лучшая операторская работа (Роман Васьянов).
- 2012 — включение в список десяти лучших независимых фильмов года по версии Национального совета кинокритиков США.